# Жиппон

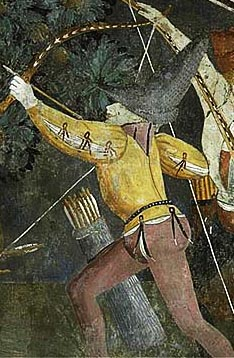
Страсти св. Себастьяна. Деталь фрески XV века во французской церкви Сен-Этьенн-де-Тине. Лучник слева одет в жёлтый жиппон. Обратите внимание на тесёмки, с помощью которых поддерживаются шоссы — в этом часто и состояла функция жиппона

Жиппон (фр. gippon, также именуемый в разных источниках жип, жюпель или жипон) — стёганый камзол, поддоспешник или самостоятельный доспех, деталь мужского и женского костюма XIV—XV веков, французская разновидность дублета.
Изготовлялся из двух слоёв ткани, между которыми прокладывалась набивка из ваты, или для дорогих моделей — из шёлковой нити. Впрочем, существовали жиппоны из трёх, четырёх или даже пяти слоёв ткани — особенно если речь шла о шёлке, а также тонкой хлопковой или льняной ткани. Чем тоньше была используемая ткань, тем больше требовалось слоёв, при том, что иногда в середину для прочности вшивали кожаную прослойку.
По некоторым данным, известен с середины XII века. Во многих средневековых источниках «жиппон» часто путается с «дублетом» (с которым их роднит двуслойность) и стёганым пурпуэном. Однако же, если последние два могли служить военным или гражданским верхним платьем, жиппон в большинстве случаев выполнял роль нижнего камзола, к которому крепились шоссы.
Крепление это в ранних моделях выполнялось с помощью тесёмок, вшитых внутрь собственно жиппона, затем они уступили место шёлковым шнуркам; позднее, в жиппоне стали проделывать дырочки для шнуровки, такие же дырочки появились и на шоссах — крепление выполнялось теперь с помощью кожаных ремешков с металлическими наконечниками. Дырочки располагались парами, и для удобства шнуровки нижнюю часть жиппона стали делать в форме широкого волана с разрезным низом — баски.
Количество шнурков или дырочек для шнуровки колебалось от двух до одиннадцати пар — от их количества зависело то, насколько плотно сидели шоссы. Наиболее частой моделью был жиппон с девятью парами, причём две располагались спереди, три — с каждого бока, и последние две — на спине, справа и слева от центрального шва.
Надевался жиппон непосредственно на нижнюю рубашку — камизу, поверх него уже мог находиться хук или сюрко.
Около 1340 года в моду вошло носить жиппон как верхнюю одежду — в этом случае, он изготовлялся из бархата или сатина, и часто имел пышные широкие рукава, в то время как нижние жиппоны продолжали шить из полотна или хлопковых тканей или из кожи.
Начиная с 1415 года жиппон вновь переходит на положение нижнего камзола, причём на виду из-под сюрко почти всегда остается виден его высокий стоячий воротник, из-под хука (по итальянской моде) — также рукава. После 1450 года хук заменяется короткой накидкой.
В подобных случаях, даже если жиппон шился из достаточно дешёвой ткани, выходящие наверх части старались сделать из более изысканных материалов. Так, например, рукава шились из двух частей — выше локтя они делились кольцевым швом на две половины — простую верхнюю и изысканную нижнюю. Длина жиппона обычно доходила до середины бедра, шился он из четырёх кусков ткани, из которых две составляли переднюю часть, и две другие спинку. Как правило, имел пояс.
От горловины до талии шла серия пуговиц или крючков, позднее в моду вошли итальянские шнурованные жиппоны, к 1450 году практически вытеснившие остальные типы. Рукава могли быть узкими, или сужающимися книзу, разрезные, со шнуровкой — или с пуговицами на запястье, но мода на пуговицы в основном исчезла в начале XV века. После 1450 года в моду вошёл рукав, начинавшийся у плеча как «фонарик» и суживающийся от локтя книзу.
Примерно с 1393 года имел высокий стоячий воротник, доходивший до ушей и подбородка. Для военного костюма воротник делался иногда из железа или стали. В гражданском варианте воротник мог быть жёстким и угловатым или закруглённым, мягким, стёганым, причём в середине слегка расходившимся в разные стороны, позволяя видеть шею, и также имел пуговицы или шнуровку.
Существовал так же женский жиппон. Он пришел в женский костюм из мужского. Это была верхняя, облегающая фигуру блуза или жилетка, без рукавов, либо с короткими рукавами. Она обычно украшалась вышивкой, а для более плотного облегания в боковых швах делалась на шнуровке.
Около 1415—1420 годов появляются жиппоны без воротника, хотя и прежний вариант продолжает удерживать свои позиции.
Во времена Людовика XV окончательно вышел из моды и был вытеснен жилетом.